# لان جيبسون
لان جيبسون (بالإنجليزية: Lane Gibson)‏ هو موسيقي أمريكي، ولد في 21 يونيو 1950 في نيوجيرسي في الولايات المتحدة.

## وصلات خارجية
- الموقع الرسمي